# Stöckl-Gruft
Die Stöckl-Gruft (auch Eck-Gruft) ist eine Gruft beim Hof Eck in Reinsberg in Niederösterreich.
Der in Reinsberg tätige Wundarzt und Chirurg Johann Stöckl, ein vielgesuchter Arzt, brachte es zu Vermögen und verfügte über ein Wohnhaus in Reinsberg und den etwas östlich liegenden Meierhof Eck (auch Egg genannt). In seinem letzten Willen verfügte er, dass in einem Felsen seines Meierhofes eine Gruft gebaut werden müsse, denn er wollte nicht unter den „Bauernochsen“ im örtlichen Friedhof begraben liegen, wie er sich selbst ausdrückte. Stöckl verstarb im Februar 1870, seine Beisetzung erfolgte zu Ostern 1876. Bis zum Abschluss der Bauarbeiten war sein Leichnam am Ortsfriedhof bestattet. Die Gruft ist in einen Hang eingebaut, wird von einer Futtermauer gestützt und ist mit einer schmiedeeisernen Brüstung abgeschlossen. Auf der Gruft befindet sich eine kapitelllose Säule, die von einem Pfeil durchbohrt ist. Auf dem Stylobat der Säule prangt der Schriftzug „Stökls Denkmahl 1870“.